# ژیشوو
ژیشوو (به چکی: Žíšov) یک منطقهٔ مسکونی در جمهوری چک است که در شهرستان تابور واقع شده‌است. ژیشوو ۴٫۷۲ کیلومتر مربع مساحت و ۱۶۲ نفر جمعیت دارد و ۴۲۴ متر بالاتر از سطح دریا واقع شده‌است.